# Сирбі (Будешть, Марамуреш)
Сирбі (рум. Sârbi) — село у повіті Марамуреш в Румунії. Входить до складу комуни Будешть.
Село розташоване на відстані 405 км на північний захід від Бухареста, 29 км на схід від Бая-Маре, 112 км на північ від Клуж-Напоки.

## Населення
За даними перепису населення 2002 року у селі проживали 923 особи, з них 922 особи (99,9%) румунів. Рідною мовою 922 особи (99,9%) назвали румунську.